# Сквіррел-Маунтен (Каліфорнія)
Сквіррел-Маунтен (англ. Squirrel Mountain Valley) — переписна місцевість (CDP) в США, в окрузі Керн штату Каліфорнія. Населення — 760 осіб (2020).

## Географія
Сквіррел-Маунтен розташований за координатами 35°37′22″ пн. ш. 118°24′27″ зх. д. / 35.62278° пн. ш. 118.40750° зх. д. (35.622889, -118.407577).  За даними Бюро перепису населення США в 2010 році переписна місцевість мала площу 1,85 км², уся площа — суходіл. В 2017 році площа становила 4,66 км², уся площа — суходіл.

## Демографія
Згідно з переписом 2010 року, у переписній місцевості мешкало 547 осіб у 255 домогосподарствах у складі 184 родин. Густота населення становила 296 осіб/км².  Було 304 помешкання (165/км²).
Расовий склад населення:
| - 93,1 % — білих - 1,6 % — корінних американців - 0,4 % — чорних або афроамериканців - 0,2 % — азіатів - 2,4 % — осіб інших рас |

До двох чи більше рас належало 2,4 %. Частка іспаномовних становила 4,0 % від усіх жителів.
За віковим діапазоном населення розподілялося таким чином: 12,4 % — особи молодші 18 років, 52,9 % — особи у віці 18—64 років, 34,7 % — особи у віці 65 років та старші. Медіана віку мешканця становила 58,3 року. На 100 осіб жіночої статі у переписній місцевості припадало 104,1 чоловіків;  на 100 жінок у віці від 18 років та старших — 99,6 чоловіків також старших 18 років.
Середній дохід на одне домашнє господарство  становив 87 379 доларів США (медіана — 83 750), а середній дохід на одну сім'ю — 99 074 долари (медіана — 92 833). Медіана доходів становила 101 028 доларів для чоловіків та 41 250 доларів для жінок. За межею бідності перебувало 7,9 % осіб, у тому числі 0,0 % дітей у віці до 18 років та 12,4 % осіб у віці 65 років та старших.
Цивільне працевлаштоване населення становило 241 осіб. Основні галузі зайнятості: освіта, охорона здоров'я та соціальна допомога — 42,3 %, будівництво — 14,5 %, інформація — 11,2 %, роздрібна торгівля — 10,8 %.